# Westermeer (Friesland)
Westermeer (Fries: Westermar) is een voormalig dorp in de huidige gemeente De Friese Meren, provincie Friesland (Nederland). Het dorp bevond zich net ten oosten van het huidige centrum van Joure.

## Geschiedenis

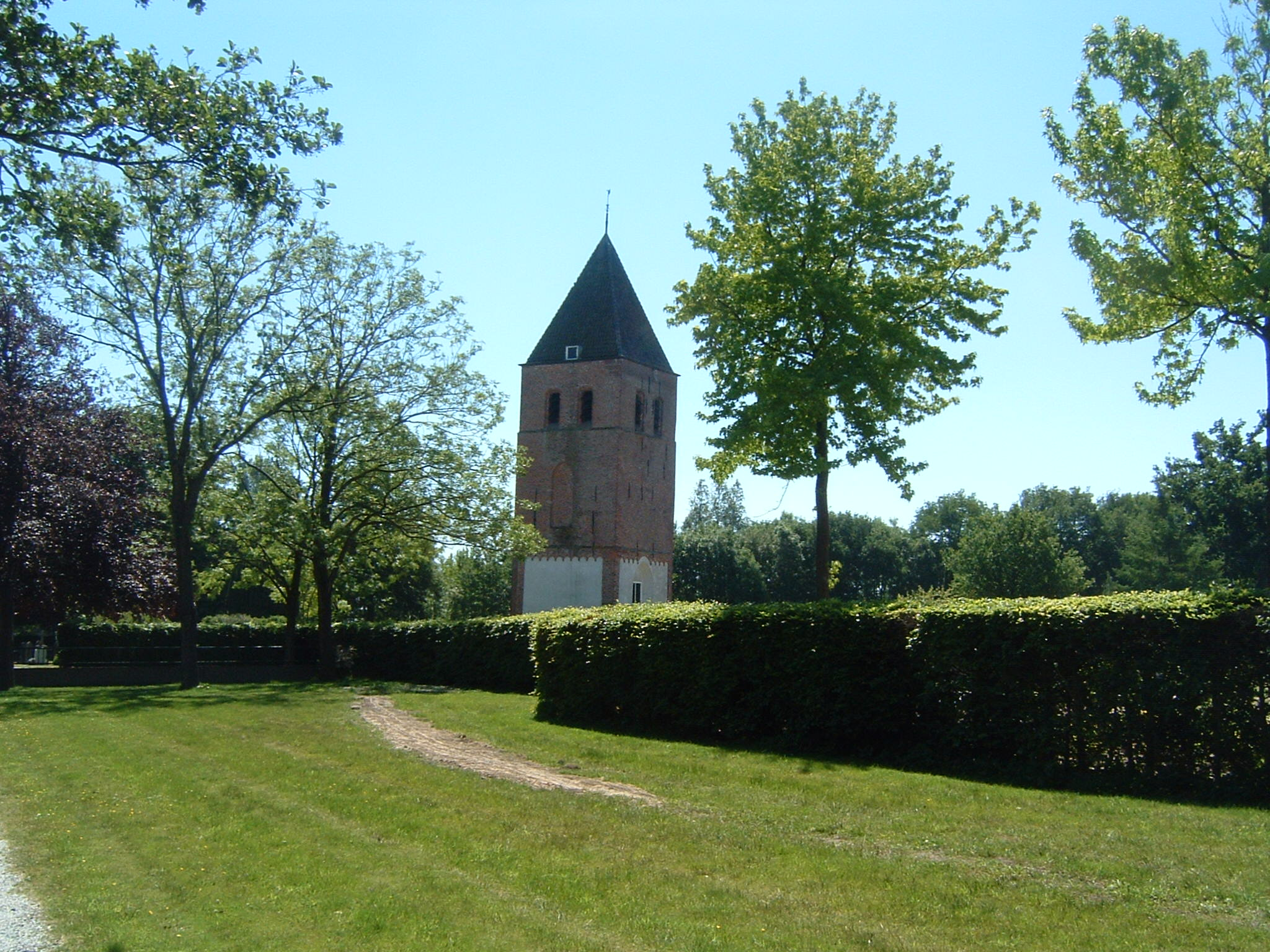
Kerktoren van Westermeer

Westermeer was samen met andere kerkdorpen Nijehaske, Oudehaske, Haskerhorne en Snikzwaag als grietenij Haskervijfga (Haskerfiifgea) de kern van de latere gemeente Haskerland. De daar gestichte katholieke parochie was de eerste in het gebied. In 1580 werd de eerste protestantse kerk gesticht.
In de vijftiende eeuw ontstond ten westen van het dorp de uitbuurt Joure. Deze groeide al snel zo groot dat Westermeer in verval raakte. Uiteindelijk slokte Joure het oorspronkelijke moederdorp op. De middeleeuwse kerktoren op begraafplaats Westermeer (het kerkgebouw werd al in 1695 gesloopt) is hierdoor het oudste bouwwerk van Joure. In 1954 is het dorp Westermeer opgenomen in het dorpsgebied van Joure.
Naast de begraafplaats verwijzen enkel nog de naam van een basisschool, een nieuwbouwwijk uit de jaren 80 met daardoor lopend de Westermarwei (Westermeerweg) naar het bestaan van dit dorp.
De gelden en bezittingen van het voormalig Armbestuur van de Kerkvoogdij Westermeer zijn ondergebracht in de stichting Westermeer. Deze stichting subsidieert sociaal-culturele doelen in de gemeente Skarsterlân.